# Тогто-Буха (Корё)
Тогто-Буха (кит. трад. 脫脫不花, упр. 脱脱不花, пиньинь Tuōtuō Bùhuā, 篤朶不花) — корейский ван Шена[неизвестный термин] во второй половине XIV века. Был одним из кандидатов на корейский престол. Принадлежал к правящему дому Корё.

## Биография
Внук Ван Ко, внука короля Чхуннёль-вана. В 1350 году служил в личной гвардии императора Тогон-Тэмура и был высокопоставленным придворным при юаньском дворе. После смерти отца в 1354 году унаследовал титул вана Шэна [неизвестный термин].
Императрица Олджэй-хутуг и наследник престола империи Юань, Аюршридара, попытались заменить Тогто-Бухой корёского короля  Конмин-вана, так как в 1356 году Конмин уничтожил клан Ки (Ци), из которого происходила Олджэй-хутуг, после неудачного заговора её брата Ки Чхоля. Сместить Конмина не удалось, но поскольку у него не было законного наследника, Тогто-Буха сохранял значительные шансы на престол Кореи.
В 1368 году династия Юань потеряла большую часть Китая и бежала из Пекина. В 1374 году от рук убийц погиб Конмин. Придворная фракция Ли Инима возвела на корёский престол У-вана, в то время как Северная Юань (династия, учреждённая Аюршридарой в Монголии) и придворная фракция Ан Саки (安師琦) в Корее поддержали кандидатуру Тогто-Бухи, и он был призван в Корею. Однако фракция Ли Инима в том же году уничтожила сторонников Тогто-Бухи в Корее.
Тогто-Буха не принимал активного личного участия в борьбе за престол. По-видимому, во время борьбы при дворе Корё он находился в лагере Нагачу на территории Маньчжурии. В 1375 году в Корею пришло известие о его смерти.